# Soslodade
Soslodade ist ein Stadtteil der osttimoresischen Landeshauptstadt Dili.

## Geographie und Einrichtungen
Soslodade befindet sich auf einer Meereshöhe von 7 m in der Aldeia Rai Nain (Suco Colmera, Verwaltungsamt Vera Cruz, Gemeinde Dili). Südlich liegt der Stadtteil Colmera, östlich Bairo Formosa, nördlich Motael und die Bucht von Dili und westlich Bairo Alto.
In Soslodade befindet sich der Tais-Markt und das Hotel Timor. Östlich des Stadtparks Jardim 5 de Maio (der in Motael liegt), wo sich die Avenida Marginal in die Avenida de Motael und die Avenida Nicolau Lobato aufspaltet, steht seit 1972 das Denkmal für Leutnant Manuel Jesus Pires.

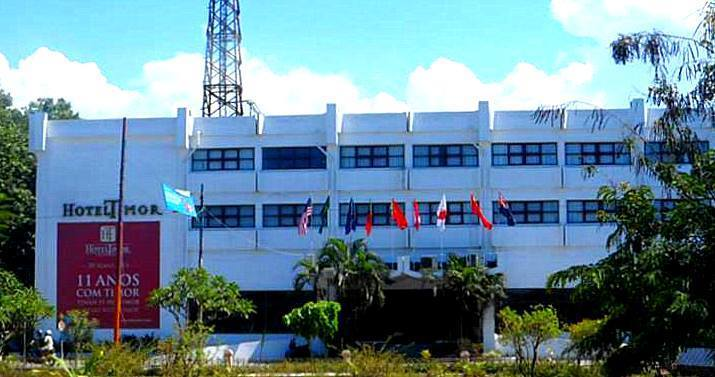
Hotel Timor
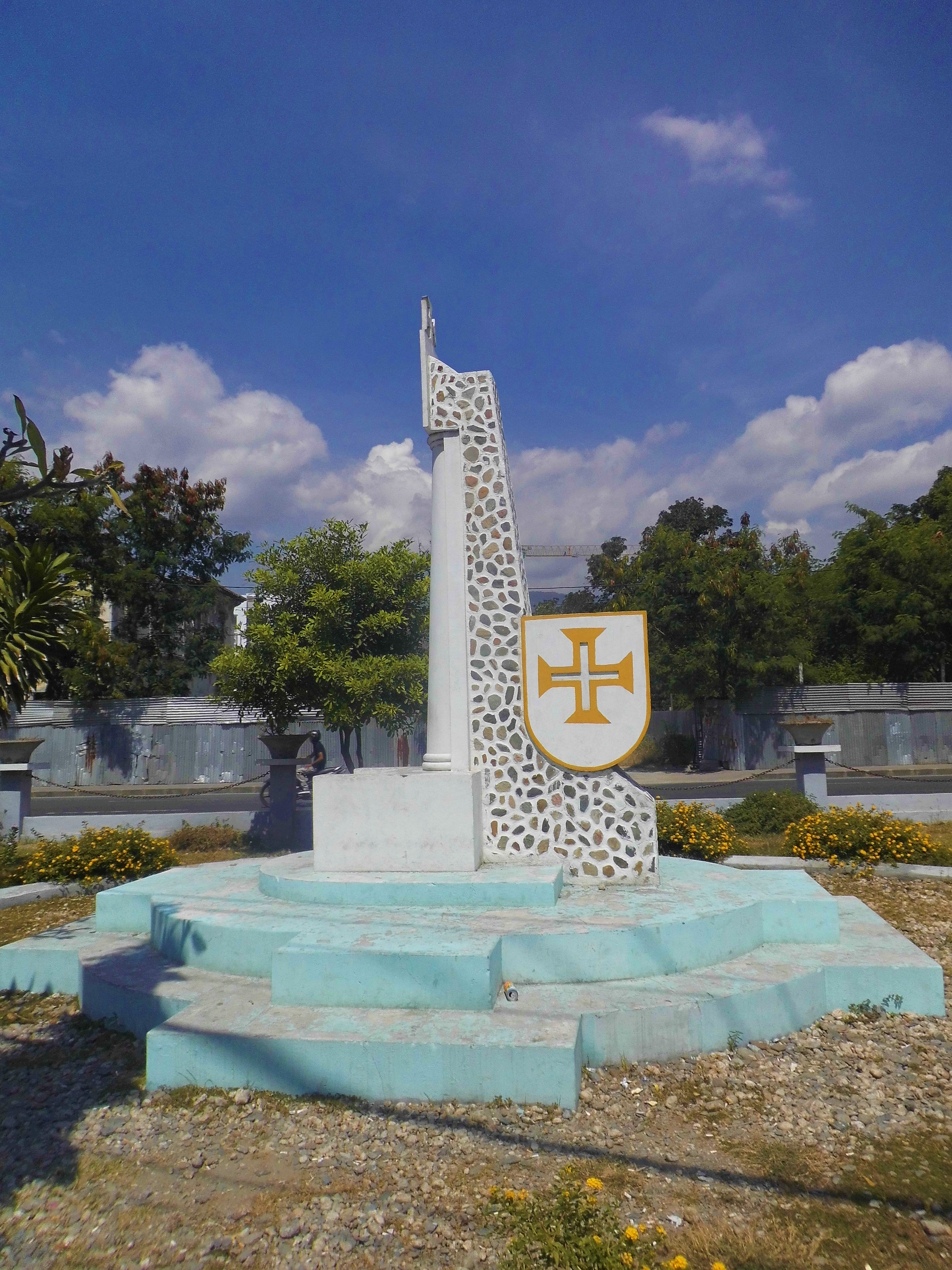
Leutnant-Manuel-Jesus-Pires-Denkmal